# УАЗ-31514
УАЗ-31514 — полноприводный автомобиль повышенной проходимости, выпускавшийся в 1993-2003 годах параллельно с УАЗ-3151 и УАЗ-31512. Отличается от базовой модели наличием металлического верха (крыши) и передней пружинной или рессорной подвеской, «обычными» или «редукторными» ведущими мостами.

## История создания
Металлическая крыша для УАЗ-469 была разработана ещё в 1968 году, параллельно разрабатывался даже безрамный вариант — УАЗ-470. Впрочем, в серию закрытые УАЗы не пошли, поскольку основной заказчик (Министерство обороны), забиравший не более 10 % объёмов выпуска, но державший через военкоматы на учёте весь парк УАЗов в стране, требовал наличия именно быстросъёмного брезентового тента. Отдельные мелкие серии экспортированных УАЗов оснащали крышей местные дилеры, например Martorelli в Италии. С началом Перестройки гражданские владельцы начали массово заменять тент жёсткой (металлической или пластиковой) крышей. С начала 1990-х Госавтоинспекция МВД России официально разрешила частным образом заменять тент на крышу (металлическую или пластиковую) при условии соответствия заводским габаритам автомобиля. Создался достаточно ёмкий рынок более-менее фирменных надстроек (в частности, достаточно долго такую крышу в качестве товара народного потребления выпускал Ульяновский УМЗ № 2). В 1993 году УАЗ решил приспособить свою основную модель внедорожника УАЗ-31512 к требованиям гражданского рынка, оснастив её металлической крышей (её конструкция была разработана ещё четверть века назад) с внутренней отделкой и подъёмной задней створкой, а также противоугонными замками, тем самым создав модификацию 31514 для гражданского использования. Это позволило предложить автомобиль не только частным покупателям, но и в качестве служебной машины органам МВД, МЧС и прочим, включая также и МО, которое в достаточно массовых количествах начало закупать «цельнометаллический» УАЗ для обслуживания штабов и служб тыла. По своим ходовым качествам модификация УАЗ-31514 полностью идентична базовой тентованной 31512, так как металлический верх формально съёмный (хотя, в реальной эксплуатации владельцы снимают-ставят металлическую крышу только при ремонте после аварии). Наличие закрытой версии Ульяновского «джипа» укрепило и его экспортный потенциал, так версия 31514 и её более мощная 84-сильная модификация с 2,89-литровым карбюраторным мотором УМЗ-4218 составили значительную часть экспортированных в 1995—2012 годах внедорожников УАЗ.

## Преемник
Последующая глубокомодернизированная модель 315195 получила собственное название «Hunter» и стала базовой для Ульяновского автозавода с конца 2003 года. От ранних УАЗ-31514/31519 её отличает задняя поворотная дверь, от модели УАЗ-3159 «Барс» — сдвижные стёкла и двойные уплотнители дверей, пружинная передняя подвеска, модернизированная рама с передней поперечиной круглого сечения, ГУР, раздаточная коробка производства корейской фирмы Dymos, улучшенная отделка салона и ещё 300 конструктивных изменений. В 2007—2014 годах выпускалась дизельная версия 315148 с турбодизелем ЗМЗ-5143.

## В игровой и сувенирной индустрии
- 1. Масштабная модель (1:36) выпускается китайскими производителями Welly/Autotime.
- 2. В начале 2015 года фирма Carline выпустила модель автомобиля УАЗ-31514 в масштабе 1:43.